# I. A třída Olomouckého kraje
I. A třída Olomouckého kraje tvoří společně s ostatními prvními A třídami šestou nejvyšší fotbalovou soutěž v České republice. Je řízena Olomouckým krajským fotbalovým svazem a rozdělena na skupiny A a B. Hraje se každý rok od léta do jara se zimní přestávkou, v obou skupinách se jí účastní 14 týmů z Olomouckého kraje, Každý s každým hraje jednou na domácím hřišti a jednou na hřišti soupeře, celkem se tedy hraje 26 kol. Vítězem se stává tým s nejvyšším počtem bodů v tabulce a postupuje do Olomouckého krajského přeboru. Poslední dva týmy a jeden další s nejmenším počtem bodů sestupují do I. B třídy Olomouckého kraje – skupiny A/B/C. Do I. A třídy Olomouckého kraje vždy postupuje vítěz I. B třídy – skupiny A/B/C a jeden další tým s nejvyšším počtem bodů.
- skupina A – hrají zde týmy z okresů Jeseník, Šumperk, Olomouc (sever)
- skupina B – hrají zde týmy z okresů Olomouc (jih), Prostějov, Přerov

## Vítězové
Zdroje: 
Vítězové I. A třídy – skupiny A
- 2002/2003 – FC Trul Mikulovice
- 2003/2004 – FK Mohelnice – Moravičany
- 2004/2005 – TJ Sokol Štíty
- 2005/2006 – SK Šumvald
- 2006/2007 – TJ Tatran Litovel
- 2007/2008 – TJ Zlaté Hory
- 2008/2009 – TJ Sokol Štíty
- 2009/2010 – TJ Jiskra Oskava
- 2010/2011 – SK Loštice
- 2011/2012 – FK Šternberk
- 2012/2013 – TJ Medlov
- 2013/2014 – FK Mohelnice „B“
- 2014/2015 – FK Jeseník
- 2015/2016 – TJ Jiskra Rapotín
- 2016/2017 – TJ Slovan Černovír
- 2017/2018 – TJ Tatran Litovel
- 2018/2019 – TJ Sokol Bohuňovice
- 2019/2020 – TJ Jiskra Rapotín - nedohráno z důvodu Covid-19
- 2020/2021 – 1. FC Olešnice - nedohráno z důvodu Covid-19
- 2021/2022 – Sokol Konice
- 2022/2023 – Sokol Určice
- 2023/2024 –

Vítězové I. A třídy – skupiny B
- 2002/2003 – TJ Sokol Ústí
- 2003/2004 – FK Kozlovice
- 2004/2005 – TJ Sokol Určice
- 2005/2006 – 1. HFK Olomouc „B“
- 2006/2007 – FKM Přerov
- 2007/2008 – TJ FC Hněvotín
- 2008/2009 – TJ Sokol Bělotín
- 2009/2010 – FK Spartak Lipník nad Bečvou
- 2010/2011 – FK Troubky
- 2011/2012 – FKM Opatovice-Všechovice
- 2012/2013 – FK Nové Sady
- 2013/2014 – TJ Sokol Klenovice na Hané
- 2014/2015 – TJ Sokol Ústí
- 2015/2016 – TJ Sigma Lutín
- 2016/2017 – TJ Tatran Všechovice
- 2017/2018 – TJ Sokol Opatovice
- 2018/2019 – SK Lipová
- 2019/2020 – FK Brodek u Přerova - nedohráno z důvodu Covid-19
- 2020/2021 – TJ Sokol Bělotín - nedohráno z důvodu Covid-19
- 2021/2022 – Sokol Čechovice
- 2022/2023 – TJ Sokol Bělotín
- 2023/2024 –

Poznámky:
- 1991/92 – 2001/02: Hanácká župa
- 2002/03 – dosud: Olomoucký kraj